# Йоганн Йоахім Мас
Йоганн Йоахім Мас (нім. Johann Joachim Mahs; 24 червня 1718, Гамбург — 20 січня 1783, Санкт-Петербург) — німецький підприємець, засновник російської лінії сімейства великих підприємців Гамбурга в Російській імперії XVIII — початку XX століття.

## Біографія

### Походження
Йоганн Йоахім Мас — син дрібного ремісника Мартіна Маса (нім. Martin Mahs; 1650—1678) та Єлизавети Ветте (нім. Elisabeth von der Wetter), які належали до лютеранської церкви Святого Михайла в Гамбурзі. Походження прізвища Мас може бути пов'язане з річкою Маас, яка протікає у Західній Європі.

### Сфера діяльності
Основною сферою діяльності Йоганна Йоахіма Маса в Російській імперії була зовнішня торгівля. До середини 50-х років саме він був партнером Йоганна Мейбоха (нім. Johann Meybohm), що походив із Бремена (фірма «Мейбах і Мас», операції якої фіксуються з 1746 року). Як експортна, так і імпортна торгівля фірми в період з 1740 по 1757 роки залишалася стабільно прибутковою. Торговий обіг цієї фірми становив понад 200 000 рублів.
З часом Йоганн почав діяти самостійно, а з початку 70-х років згадується фірма «Мас і Син», яку він створив зі своїм ще неповнолітнім сином Йоахімом. Її товарообіг зріс до 300000 рублів на рік, що означало майже 60%-ий прибуток.

### Асортимент товарів
На відміну від багатьох інших німецьких комерсантів, Йоганн Йоахім Мас основну увагу приділяв експортним операціям. Експортувалися такі види сировини як залізо, коноплі, льон, зерно, жир, смола, товари, текстиль, барвники. Всі ці товари доставляли із надр Росії. В 1775 році було ввезено імпортних товарів на 70 тис. рублів, а відправлено експортних — на 185,5 тис. руб. Закордонні зв'язки обмежувалися в основному німецькими портами на Балтиці. Контакти за межами Балтики, за Зундською протокою були незначними — один-два кораблі в рік прибували з Амстердама.

### Становий статус
До 1786 року Мас значився ще гамбурзьким підприємцем. В 1786 році він прийняв російське підданство і його внесли в 1-шу Гільдію міста Нарва, яке належало Петербурзькій губернії. 19 грудня 1791 року він перейшов до 1-ї  Виборзької Гільдії Фінляндії, яка належала на той час Російській Імперії.
Належність до вищезгаданих гільдій зобов'язувала сплачувати великі податки, що було, звичайно, великим мінусом, але, разом з цим, був і великий плюс — влада і значимість.

### Розвиток бізнесу
В подальшому його зовнішньоторговельну діяльність продовжували сини, насамперед Йоганн (26 березня 1746, Гамбург — 15 квітня 1796, Гамбург) і Йоахім (28 вересня 1758, Гамбург — 6 березня 1836, Санкт-Петербург), які заснували фірму «Сини Маса», що залишалася однією з провідних серед компаній, створених комерсантами гамбурзького походження в Санкт-Петербурзі аж до кінця 18 століття. Спектр її контактів істотно розширився, виникли регулярні зв'язки з Великою Британією та Північною Америкою.

### Сім'я
У 1745 Йоганн Йоахім Мас одружився з Хедвіг Грен (нім. Hedwiq Grään; 1728—1793) — дочкою Миколи Грена, який був на той час старостою («бургомістром») петербурзької громади іноземних купців Фінляндії.
У шлюбі з Хедвін Грен народилося  11 дітей:
- Йоганн Мас (1746—1796) — генеральний консул Пруссії в Санкт-Петербурзі (1779);
- Катерина Юліанна Мас (1782—1814);
- Анна Єлізаветта Мас, вийшла заміж за Петера Аарона Клейна, співробітника фірми «Сини Маса», що став згодом великим банкіром, компаньйоном Людвіга Штігліца;
- Мартін Мас (? — 1782), доктор медицини Страсбурзького університету, професор Генерального госпіталю в Москві;
- Йоахім Мас (1758—1836) — генеральний консул Пруссії в Санкт-Петербурзі (1880);
- Йоганна Мас (?—1805), вийшла заміж за відомого саксонського купця в Санкт-Петербурзі Готліба Фрідріха Круга;
- Йоганн Готліб  Мас (1773—1824) одружився з Катаріною Бахерахт, яка належала до сім'ї відомих голландських купців, що проживали в Росії з 17 століття;
- Хедвіг Мас (1767—1813), вийшла заміж за відомого гамбурзького купця Фрідріха Гроотена;
- Вернардіна Фредеріка Мас (1790—1807);
- Каспер Мас (?—1770);
- Анна Мас (?—1806)